# Fillé
 Fillé  es una población y comuna francesa, situada en la región de Países del Loira, departamento de Sarthe, en el distrito de La Flèche y cantón de La Suze-sur-Sarthe.

## Demografía
| 501 | 470 | 617 | 744 | 836 | 1086 |
| Para los censos de 1962 a 1999 la población legal corresponde a la población sin duplicidades (Fuente: INSEE [Consultar]) |     |     |     |     |      |